# لوئیز جروازونی

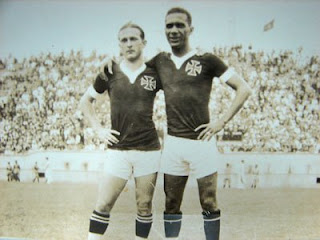
لوئیز جروازونی 1937

لوئیز جروازونی (انگلیسی: Luiz Gervazoni؛ ۲۲ مهٔ ۱۹۰۷ – ۱۰ ژوئن ۱۹۶۳) یک بازیکن فوتبال اهل برزیل بود.
وی همچنین در تیم ملی فوتبال برزیل بازی کرده‌است.